# 小丸川
小丸川（おまるがわ）は、宮崎県中部を流れ太平洋に注ぐ小丸川水系の本流で、一級河川である。

## 名称の由来
沿岸の地名、高鍋町大字持田小字「小丸」に由来する。大昔、小丸川が木城町下鶴の付近で合流した頃、1つの支流が字小丸辺りを流れて本流と合流していたと考えられる。なお、「小丸」の語源は「小回り」である。

## 地理
椎葉村、九州山地の三方岳（標高1476m）北麓に発し（大藪谷）東流。美郷町南郷区、日向市東郷町、木城町を通過した後、宮崎平野北部の高鍋町で日向灘に注ぐ。水力発電も盛んで中流部には九州最大の水力発電所である小丸川発電所がある。

## 災害
- 2024年（令和6年）8月29日 - 台風10号に伴う集中豪雨により増水。日向市東郷町地内で国道446号の路盤が崩落するなどの被害[2]。

## 流域の自治体
宮崎県
東臼杵郡椎葉村、美郷町、日向市、児湯郡木城町、高鍋町

## ダム
- 松尾ダム
- 戸崎ダム
- 川原ダム

## 橋梁
- 鬼神橋 - 国道388号
- 鬼神野橋 - 国道388号
- 川上迫橋
- 天神橋 - 国道388号
- 砂浜橋
- こもろ橋
- 中水流橋
- 田口八ツ山橋 - 国道446号
- 天神橋
- 柳原橋
- 尾鈴橋 - 宮崎県道22号東郷西都線
- 尾鈴橋 - 宮崎県道22号東郷西都線

（松尾ダム）
- 鹿遊（かなすみ）橋 - 宮崎県道22号東郷西都線
- 戸崎橋

（石河内ダム）
- 中八重橋

（川原ダム）
- 一歩橋
- 川原（かわばる）橋 - 宮崎県道40号都農綾線、宮崎県道22号東郷西都線
- 比木橋
- 高城橋 - 宮崎県道304号木城高鍋線
- 小丸川橋 - 東九州自動車道
- 竹鳩橋
- 小丸大橋 - 宮崎県道19号石河内高城高鍋線[3]
- 高鍋大橋 - 国道10号 高鍋バイパス
- 小丸川橋梁 - 九州最長の鉄道用橋梁（日豊本線）

## 支流
- 大藪谷
- 松の内谷
- 仁久川
- 水清谷川
- 渡川
- 木浦谷
- 矢櫃谷
- 板谷川
- 大瀬内谷
- 春山谷
- 切原川